# Готическа архитектура
Готическата архитектура е архитектурен стил, който процъфтява през Късното средновековие. Той еволюира от романската архитектура и е наследен от архитектурата на Ренесанса. Стилът възниква през 12 век във Франция и продължава до 16 век, като през този период е известен като „франкски творби“ (Frankish work, Opus Francigenum). За първи път терминът „Готика“ се появява в края на Ренесанса. Неговите характеристики включват островърхи (стреловидни) арки, ребрени сводове, подпорни елементи като аркбутани и контрафорси, многостволни каменни колони, украса с каменни дантели по стените и прозорците, витражи и розети и др.
Готическата архитектура е стилът, характерен за много от най-забележителните катедрали, абатства и църкви на Западна Европа. Това е и стилът, по който са изградени много замъци, дворци, кметства, помещения (зали) на различни гилдии, университети и в по-малко значима степен – частни жилища.

## Предпоставки
През втората половина на 10 век се слага края на изтощаващото силите на Европа военно противопоставяне с норманите и маджарите. Във Франция се възобновява строителството на абатства и манастири, служещи по това време за главни центрове на знание и образование.
Романската и готическата архитектура са невъзможни без архитектурния опит на предшествениците и натрупаните от тях математически знания. Методът на геометрическите пропорции преобладава благодарение на опита на античните математици, чиито произведения активно се превеждат в средновековна Франция. Геометрията поразява въображението на средновековните художници като универсално средство за познание и моделиране на Вселената.
За издигането на величествена готическа катедрала е необходимо да се проучат близостта и наличието на залежи от камък, пясък, вар, дървесина, а така и наличие на олово, с пластини от което се покриват по дължина готическите покриви. Всички тези условия са факт във Франция, Испания, Великобритания, Чехия и Италия.
Дървото не е подходящо за огромните съоръжения. Честите пожари ограничават използването на този материал. Камъкът става предпочитан материал при създаването на сакрални съоръжения, крепости и замъци на феодалите. Във Франция за източник на бял камък служи кариерата в близост до Турне, откъдето камъкът и обработените детайли се пренасят в Пикардия, Артоа, Шампан и даже в Англия.
Строителството е немислимо без съотвения му инвентар: железни инструменти, механични пили, подемни конструкции, големи дървени колела за доставка на строителни материали на значителна височина. Широкото използване на тези колела и други инженерни устройства е отразено в книжните миниатюри, също и в картините на Ян ван Ейк и Питер Брьогел Стари. Счупени или случайно запазени колела от тези времена са вече отдавна музейни експонати.
- Обработка на камъни
- Строителни ограждения
- Колело за повдигане на дялан камък

По време на Развитото средновековие градовете стават центрове на паричните и комерсиални операции на производството и занаятите. Възникват и разцъфтяват професионалните гилдии и цехове. Материалното обогатяване на религиозно настроените слоеве от населението и свещеничеството спомага за насочването на значителни материални ресурси именно за издигането на паметници на култовата архитектура.
Строителството на готически храмове продължава много десетилетия, но това не възпрепятства религиозния живот. Издигането на олтарната част и хора позволява да се извършва богослужение и в недостроен храм. Върху страничните стълбове на катедралата се полага покривна конструкция, под която, спокойно и без да се бърза, се изграждат каменният свод и подовото покритие, поставят се стъклата и се изработват стъклописите. Например катедралата „Свети Вит“ в имперската столица Прага векове се състои само от олтарна част и от южна кула. Нейните западни кули и сводове се дострояват едва през в 19 век.

## Поява във Франция
Готиката се заражда в северната част на Франция (Пикардия, Ил дьо Франс) в средата на 12 век и достига разцвет през първата половина на 13 век.
Център на религиозните реформи в средновековна Франция е Абатство „Клюни“ – най-старият манастир на Ордена на бенедиктинците в Бургундия. Библиотеката на манастира наброява 570 ръкописа и е сред най-големите в Европа. Именно тук отделят голямо значение на укрепването на църквата като духовно учреждение и разработват свой тип базилика, която най-добре да съответства на условията на реформираната католическа литургия.
За кръстник на готическия стил се счита влиятелният и могъщ абат Сугерий, който през 1135 – 1144 г. преустройва съществуващата църква в абатство „Сен Дени“ в базилика. Традиционно е прието да се счита, че именно с тази сграда започва епохата на готиката в Европа. Сугерий пише, че високият, залят със светлина храм е призван да символизира безбрежната светлина, изходяща от Бога. Скоро след Сен Дени новият стил е приложен при изграждане на катедралите „Света Богородица“ в Париж (започната през 1163 г.) и Ланската катедрала (започната през 1165 г.).

## Ранна френска готика (1130 – 1180)

### Катедрала в Санс
По модела на Базиликата „Сен Дени“ Катедралата „Свети Стефан“ в Санс (на фр. Cathédrale Saint-Étienne de Sens) се превръща в първата завършена готическа катедрала. Построена е между 1135 и 1164 г. В нея са използвани нови сводове с шест части над нефа, придавайки на сградата изключителна ширина и височина. Тъй като сводовете от шест части разпределят теглото неравномерно, те се поддържат от редуващи се масивни квадратни пилони и по-тънки кръгли колони. Тя има голямо влияние върху готическия стил не само във Франция, но и в Англия, защото нейният майстор строител Гийом от Санс е поканен в Англия и въвежда ранните готически елементи в реконструирания неф на Катедралата в Кентърбъри.
- Фасадата на Катедралата в Санс (1135 – 1164)
- Изглед от височина към Катедралата в Санс, показваща трите ѝ нива
- Параклиси на Катедралата в Санс

### Катедрала в Санлис
Катедралата „Нотър Дам от Санлис“ (на фр. Cathédrale Notre-Dame de Senlis) в Санслис е построена между 1153 и 1191 г. Дължината ѝ е ограничена от скромния бюджет и от разположението на сградата до градската стена. Подобно на катедралата в Санс се състои от един неф без трансепт, ограден от един-единствен залог. Хорът, подобно на Базиликата „Сен Дени“, е заобиколен от параклиси. Височината е на три нива, включително големи трибуни. Подобно на тази в Санс катедралата в Санлис има редуващи се силни и слаби стълбове, които да поемат неравномерната тяга от сводовете от шест части.
Сградата претърпява значително обновяване през 13 и 16 век, включително нова кула и нови интериорни декорации. Много от ранните готически елементи са изпълнени с по-късна декорация в стил „лъчиста готика“.
- Санлиска катедрала
- Корабът на Катедралата в Санлис (1153 – 1191)
- Изваяни капители, параклис
- Ранните контрафорси, поддържащи горните стени на Катедралата в Санлис

### Катедрала в Ноайон
Катедралата „Нотър Дам от Ноайон“ (на фр. Cathédrale Notre-Dame de Noyon) в Ноайон, започната между 1150 и 1155 г., е първата от поредицата известни катедрали, които се появяват в Пикардия – проспериращ регион на север от Париж. Градът има важна връзка с френската история като място за коронация на Карл Велики и на ранния френски крал Хуго Капет. Новата катедрала все още има много романски черти, включително изявени трансепти със заоблени краища и дълбоки галерии, но въвежда няколко готически нововъведения, включително четвъртото ниво, трифорий, тесен проход между приземната галерия, трибуните и горното ниво. Тя също използва масивни сложни стълбове, редуващи се с кръгли колони, необходими поради неравномерното разпределение на теглото от сводовете от шест части. В източният край има пет параклиса и три нива на прозорци, създаващи поток от светлина в кораба.
- Фасада на Катедралата в Ноайон (започната през 1150 – 1155 г.)
- Редуващите се стълбове и колони на голямата аркада, които поддържат сводовете

### Катедрала в Лан
Катедралата „Нотър Дам от Лан“ (на фр. Cathédrale Notre-Dame de Laon) в Лан, започната около 1190 г., е построена по същото време като Нотър Дам дьо Пари и е също толкова голям проект, но има поразително различен вид. Нотър Дам от Лан е построена на върха на хълм, висок 100 м, което я прави видима от голямо разстояние. Върхът на хълма налага специална трудност за строителите: всички камъни трябва да бъдат пренесени до върха на хълма с каруци, теглени от волове. Воловете, които извършват работата, са почетени с 16 статуи на кулите на готовата катедрала. Нотър Дам от Лан също е необичайна заради петте си кули; две на западната фасада, две на трансептите и осмоъгълен купол. Подобно на повечето ранни готически катедрали тя има четири вътрешни нива. Лан също има редуващи се осмоъгълни и квадратни стълбове, поддържащи кораба, но те се опират на масивни стълбове, направени от камък, като му придават по-голяма хармония и по-голямо усещане за дължина. Новата катедрала е необичайна по форма; апсидата на изток е плоска, а не заоблена. Хорът е изключително дълъг, почти толкова колкото корабът. Друга забележителна черта на Катедралата в Лан са трите големи розетни прозорци, един на западната фасада и два на трансептите (останали са само западните и северните прозорци). Друга необичайна особеност на Лан е остъкленият свод на кулата с пресичащия го трансепт, най-вероятно вдъхновена от църквите на Норманското готическо абатство в Кан.
- Катедралата в Лан (1150 – 1230 г.)
- Корабът на Катедралата в Лан, с поглед на изток
- Статуи на воловете

## Висока френска готика (1180 – 1230)
Високата готика е особен рафиниран и внушителен етап от развитието на готическата архитектура, която се появява в Северна Франция около 1195 до 1250 г. Типичните примери включват Шартърската катедрала, Катедралата в Реймс, Катедралата в Амиен, Катедралата в Бове и Катедралата в Бурж. Стилът се характеризира с голяма височина, хармония, фини и изискани ажурни и реалистични скулптури, както и с големи стъклописи. Особеност са розетните прозорци и по-големите прозорци на горните нива, които изпълват интериора със светлина. Стилът следва ранната готическа архитектура и е наследен от стила на пламтящата готика. Често се описва като връх на готическия стил. 

### 1. Произход
Новият стил илюстрира амбициите на френските крале от династия Капетинги и по-специално на Филип II Август, който управлява от 1180 до 1223 г. Той постепенно разширява властта си навън , за да поеме господството над Нормандия, Бургундия и Бретан. Кралят побеждава коалиция от английски, германски и фламандски сили в битката при Бувин през 1214 г., превръщайки Франция в най-мощната и просперираща държава в Европа. Той ограничава властта на френските благородници и предоставя статут на богатите търговци и градската буржоазия, които стават важни спонсори при строежа на катедрали. Кралят основава Парижкия университет и самият той е голям строител. Той павира улиците на Париж и построява първата стена около града, продължава строителството на Нотър Дам дьо Пари и построява крепостта Лувър.
Кралското покровителство над катедралите и другата готическа архитектура се продължава от Луи VIII и особено от Луи IX (Свети Луи), който плаща за розетните прозорци на Нотър Дам дьо Пари и строи Сент Шапел като свой кралски параклис. Част от средствата за катедралите идват от кралската хазна и от чужди източници. Строителният фонд за Катедралата в Шартър получава вноски както от френския крал, така и от Ричард Лъвското сърце. Голяма част от разходите са дарени от богати търговци и други членове на общности. Гилдиите на занаятчиите също допринасят и техният принос често се посочва на малки пана, изобразяващи работници от тези професии. Прозорците в Катедралата в Шартър имат панели, които илюстрират и почитат обущарите, търговците на риба, водоносците, лозарите, кожарите, зидарите и кожухарите.

### 2. Нотър Дам дьо Шартър (1194 – 1225)
Катедралата „Нотър Дам дьо Шартър“ (на фр. Cathédrale Notre-Dame de Chartres) се намира в проспериращия търговски град Шартър. Тук се провеждат четири търговски панаира годишно, свързани с празниците на Дева Мария: Сретение Господне, Благовещение, Успение Богородично и Рождество Христово. Шартър е популярно място за поклонение, защото в катедралата се излага известната туника, която Богородица носи при раждането на Христос. Поредица от по-ранни катедрали в Шартър, чийто първи строеж е започнат през 4 век, са унищожени от пожар.
Катедралата непосредствено преди настоящата сграда изгаря през 1194 г., като оцеляват само криптата, кулите и наскоро построеният западен портал. През същата година започва възстановяването с подкрепата на папата, крал Филип II, заможни благородници и търговци от града.
Работата е почти завършена до 1225 г., като архитектурата, стъклописите и скулптурата са налични, въпреки че седемте колони все още се възстановяват. Катедралата е официално преосветена едва през 1260 г. в присъствието на Луи IX. Оттогава са направени само няколко промени, включително добавянето на нов параклис, посветен на свети Пиат от Турне през 1326 г., и покриването на хоровите колони с мазилка и добавянето на мраморни релефи зад параклисите през 1750-те години.
Новата катедрала е с дължина 130,2 метра и височина 30 метра на кораба, по-дълга и по-висока от Нотър Дам дьо Пари. Тъй като катедралата е построена с новия тип аркбутани, стените са по-стабилни, което позволява на строителите да премахнат нивото на галерията, за да имат повече място за прозорци.
По-ниските части на западния портал (1134 – 1150) са ранноготически. Порталите на северния и южния трансепт са висока лъчиста готика, както и скулптурата на шестте портала от 13 век. Кулата на северната фасада е в по-късна пламтяща готика.  Шартър все още има голяма част от оригиналния си средновековен стъклопис, известен с наситения си цвят, наречен „шартърско синьо“. 
- Фасада на Шартърската катедрала
- Хорът на катедралата
- Трансептът с розета в цвят „шартърско синьо“
- Южен портал със скулптури на христиански мъченици

### 3. Реймска катедрала (започната през 1211 г.)
Катедралата „Нотър Дам дьо Реймс“ (на фр. Notre-Dame de Reims) в Реймс е традиционното място за коронация на династията Капетинги и поради тази причина ѝ се придава специално величие и значение. Пожар през 1210 г. унищожава голяма част от старата катедрала, давайки възможност за изграждане на по-амбициозна структура. Работата започва през 1211 г., но е прекъсната от местен бунт през 1233 г. и се възобновява едва през 1236 г. Хорът е завършен до 1241 г., но работата по фасадата започва едва през 1252 г. и е завършена едва през 15 век със завършването на камбанариите. За разлика от катедралите на ранната готика тази в Реймс е построена само на три нива вместо на четири, което дава по-голямо пространство за прозорци в горната част. Тя също използва по-усъвършенствани нервюри с четири части, което позволява по-голяма височина и повече хармония на кораба и хора. Вместо редуващи се колони и стълбове, сводовете се поддържат от заоблени арки, всяка от които е заобиколена от група от четири прикрепени колони, които поддържат тежестта на сводовете. В допълнение към големия розетен процозер, на запад към трансептите и над порталите на западната фасада са добавени по-малки розетни прозорци, заемайки мястото на традиционния тимпан. Друга нова декоративна функция е сляпата ажурна аркада, прикрепена както към вътрешните стени, така и към фасадата. Дори контрафорсите имат сложна украса: те са увенчани с малки ниши, съдържащи статуи на светци, които са увенчани с заострени върхове. Повече от 2300 статуи покриват предната и задната страна на фасадата.
- Фасадата на Реймската катедрала
- Нефът
- Главен и страничен портали с розета
- Подпорите

### 4. Буржка катедрала (1195 – 1230)
Докато повечето високо готически катедрали обикновено следват плана на Шартър, Катедралата „Св. Стефан дьо Бурж“ (на фр. Cathédrale Saint-Étienne de Bourges) в Бурж поема в друга посока. Тя е построена от епископ Анри дьо Сюли, чийто брат Ед дьо Сюли е епископ на Париж, а построяването ѝ следва това на Нотър Дам дьо Пари, а не на Шартърската катедрала. Подобно на тази в Шартър строителите опростяват вертикалния план до три нива: големи аркади, трифории и високи прозорци. Трифорият е опростен с дълга хоризонтална лента по цялата дължина на катедралата. Въпреки това, за разлика от тази в Париж, Катедралата в Бурж продължава да използва по-стари ребра с шест части, използвани в Париж. Това означава, че тежестта на сводовете пада неравномерно върху кораба и се изисква, подобно на ранно готическите катедрали, да се редуват силни и слаби стълбове. Това е умело прикрито с помощта на големи цилиндрични подпори, всяка заобиколена от осем ажурни колонки. Подпорите на аркадата са особено внушителни: всяка е висока 21 м. Тъй като Катедралата в Бурж използва шест частично оребрени свода вместо по-леките сводове с четири части, горните стени трябва да устоят на по-голям външен натиск, а аркбутаните трябва да бъдат по-ефективни. Подпорите на Бурж използват уникален дизайн с особено остър ъгъл, който му придава необходимата сила, но също така е подсилен от по-дебели и здрави стени в сравнение с тази в Шартър.
Преобладаващото усещане в Бурж е не само за голяма височина, но и за голяма дължина и вътрешно пространство: катедралата е дълга 120 м, без трансепт или друго прекъсване. Най-необичайната нейна характеристика е подреждането на вертикална височина: всяка част от котата е отстъпена назад, като стъпала с най-висок покрив и сводове над централната пътека. Най-външните пътеки имат сводове с височина 9 м; междинните пътеки имат сводове с височина 21,3 м; а централната пътека има сводове с височина 37,5 м.Много по-късно готически катедрали следват модела на Шартър, но няколко са повлияни от тази в Бурж, включително Катедралата на Льо Ман, модифицираната катедрала на Бове и Катедралата в Толедо (Испания), които копират системата на сводове с различни височини. 
- Катедралата на Бурж
- Нефът с 21-метрови стълбове на грандиозните аркади
- Изглед
- Западна фасада

### 5. Катедрала в Бове (започната през 1225 г.)
Катедралата „Сен Пиер дьо Бове“ (на фр. Cathédrale Saint-Pierre de Beauvais) в Бове, Пикардия е най-амбициозният и най-трагичният от високо готическите проекти. Амбицията му е да сътвори най-високата от всички катедрали. Хорът е построен с височина 48,5 метра. Въпреки това, най-вероятно поради неадекватната основа и опори, хоровите сводове падат през 1284 г. Впоследствие хорът е модифициран. Възстановени са многоъгълната апсида, а трансептите са завършени, но в стил „пламтяща готика“. През 1569 г. е добавена нова централна кула, висока 153 м, което прави Катедралата в Бове за известно време най-високата сграда в света. През 1573 г. обаче централната кула се срутва. Някои части са модифицирани или реконструирани, но кулата никога не е възстановявана и наосът никога не е завършен. Днес са изградени опори за стабилизиране на трансепта. Катедралата в Бове остава величествена, но недовършена част от високата готическа архитектура. 
- Катедралата в Бове: общ изглед
- Хор и трансепт (след 1284 г.)
- Катедралата от изток
- Опори на стените на южния трансепт

## Лъчиста готика (1230 – 1380)

### 1. Амиенска катедрала (1220 – 1266)
Катедралата „Нотъд Дам д'Амиен“ (на фр. Cathédrale Notre-Dame d'Amiens) в Амиен е започната през 1220 г., като амбицията на строителите е да построят най-голямата катедрала във Франция, в което и успяват. Тя е дълга 145 м, широка 70 м на трансепта и има площ от 7700 м2. Корабът е завършен през 1240 г., а хорът е построен между 1241 и 1269 г. Необичайно е, че са известни имената на архитектите: Робер дьо Лузарш и Томас и Рено Кормон. Техните имена и изображения се намират в лабиринта на наоса.
Огромният размер на катедралата изисква основи с дълбочина 9 м. Корабът има три части и шест кръстовища, докато хорът има двойни колатерални подпори и завършва в полукръгъл деамбулаторий със седем параклиса. Издигането на три нива при Амиен, подобно на Катедралата в Реймс, предхожда Катедралата в Шартър, но са значително по-различни. Големите аркади имат височина 18 м, равна на комбинираните височини на трифория и високите прозорци над тях. Трифорият е по-сложен от този в Шартър и има тройни ниши с прозорци във форма на триъгълник, съставени от два тънки заострени прозорци с ланцет, завършващи с прозорец – розета, подобна на детелина. Високите прозорци също имат поразително сложен дизайн; в наоса всеки е съставен от четири високи ланцетни прозорци, увенчани с три малки розетни прозореца; докато в трансепта горните прозорци имат цели осем отделни ланцета.
Сводовете имат изключителна височина от 42,4 м. Те се поддържат от масивни стълбове, съставени от четири колони, които придават на кораба поразително усещане за вертикалност. Височината на стените, става възможна чрез високите летящи подпори, които правят два лъча към стената с подкрепата на елегантна система от арки.
В екстериора най-забележителната високо готическа особеност е качеството на скулптурата на трите веранди, украсени изцяло с петдесет и две статуи оцелели в първоначалното им състояние. Най-известните са на централния портал на запад, посветен на Страшния съд, и доминиран от статуята на Христос, даващ благословия, която е на централната колона на вратата. По време на интензивното почистване на катедралата през 1992 г. са открити следи от боя, което показва, че цялата скулптура на екстериора първоначално е боядисана с ярки цветове. Това понякога се възпроизвежда сега чрез прожектиране на цветна светлина върху катедралата през нощта.
- Фасадата на Амиенската катедрала
- Корабът на катедралата
- „Страшният съд“: скулптури на тимпана на западната фасада

Западната фасада на Амиенската катедрала с трите портала при светлинното им оцветяване е най-характерен пример за лъчиста готика.
- Един от западните портали на Амиенската катедрала
- Амиенска катедрала: Портал на Дева Мария
- Амиенска катедрала: Портал на св. Фирмин
- Амиенска катедрала: Трите портала на западната фасада

### 2. Реновирани структурни елементи на Базилика „Сен Дени“ и Катедрала „Нотър Дам дьо Пари“
Скоро след като започва работата по катедралата в Амиен, базиликата Сен Дени, въвела елементи от готическия стил в Париж, получава реконструкция в стил „лъчиста готика“. Корабът и трансептите са трасформирани в началото на 1231 г., отваряйки по-голямо количество вътрешно пространство (макар и да променят до неузнаваемост някои от оригиналните готически елементи, създадени от абат Сугерий). Стените са възстановени с много по-големи прозорци, които отварят горната кота от главните аркади до върховете на сводовете. Някогашната тъмна апсида се изпълва със светлина.
Катедралата „Нотър Дам дьо Пари“ също получава голямо преобразяване в новия стил. Между 1220 и 1230 г. са построени контрафорси, които да заменят старите подпорни стени и да поддържат стените на горното ниво. Монтирани са 37 нови прозорци, всеки с височина 6 м, всеки с прозорец с двойна дъга, покрит с розетен прозорец. 25 от тях все още са на място: 13 в кораба и 13 в хора.
Първият розетен прозорец на Нотър Дам е построен на западната фасада през 1220-те години. През Средновековието розата е символ на Дева Мария, на която е посветена катедралата.  Западният прозорец е по-малък, с дебели каменни спици. По-големите прозорци на трансепта са добавени около 1250 г. (север) и 1260 г. (юг), с много по-богато украсени дизайни и по-тънки подложки или ребра между стъклото. Северният прозорец е посветен на събитията от Стария завет, а южният – на учението за Христос и Новия завет. 
- Прозорци на апсидата в стил„ лъчиста готика“, Базилика „Сен Дени“ (1230-те г.)
- Розета в стил „лъчиста готика“ в Базилика „Сен Дени“ (нач. 1231 г.)
- Розета на южния трансепт, Нотър Дам дьо Пари (c. 1260)
- Трансепт, розета и горни прозорци, Нотър Дам дьо Пари (c. 1260)

### 3. Параклис „Сент Шапел“ в Париж
„Сент Шапел“ (на фр. Sainte Chapelle) е параклис, построен от крал Луи IX за мощите, които той донася от кръстоносните походи. Осветен е през 1248 г. и се счита за връхна точка на стила „лъчиста готика“. Той служи като модел на няколко подобни параклиса в цяла Европа, в Аахен, Райом и кралският параклис „Сент Шапел дьо Венсан“ в Париж. Стъклото е силно оцветено, стените са ярко боядисани, а частите от стените, които не са покрити със стъкло, са плътно покрити с изваяни и рисувани ажури. 
- горно ниво на Сент Шапел, Париж (трансформирана 1248 г.)
- Детайл от Сент Шапел, Париж, скулптура
- Интериор с витражи на Сент Шапел, Париж

### 4. Катедрала „Сен Жулиан дьо Льо Ман“ и Катедрала „Свети Гатиан от Тур“
Лъчистата готика бързо се разпространява от Ил дьо Франс в други части на Нормандия, в много проекти, които вече са в процес на изграждане. В катедралата „Сен Жулиан дьо Льо Ман“ (на фр. Cathédrale St-Julien du Mans) в Льо Ман в Нормандия епископ Жофре дьо Лудон модифицира плановете чрез добавяне на двойни арки и високи прозорци, разделени на ланцети, както и кръг от нови параклиси. Катедралата „Свети Гатиан дьо Тур“ (на фр. Cathédrale Saint-Gatien de Tours) в Тур има още по-амбициозна програма, финансирана със съдействието на крал Луи IX между 1236 и 1279 г. Нейната най-забележителна характеристика на лъчиста готика е сливането на прозорците на трифория и високите прозорци, за да се създаде завеса от стъклописи, подобна на тази на Сент Шапел.
- Прозорците на трифория и високите прозорци на Свети Гатиан от Тур (1236 – 1279)
- Трифорият на „Сен Жулиан дьо Льо Ман“ (сред. на 13 век)

## Френска регионална готика в Нормандия
Готиката в Нормандия (с влияние и в Бретан) широко използва достиженията на Ил дьо Франс, но остава вярна на традицията на романската архитектура. Норманските катедрали имат дебели романски стени, които се разчленяват на няколко слоя и са допълнително украсени. Типичното вертикално сечение на стените се състои от аркади (често двойни), галерии и горен ред прозорци. Западните фасади се подчиняват на схемата на норманската „хармонична“ фасада. Вместо розетния прозорец на западната фасада често се поставят заострени прозорци, както е при английската готика. Кулата над средокръстието се явява задължителен атрибут в норманските катедрали.
В началото на 13 век Нормандия е номинално под английско управление, независимо от Франция, а романската нормандска архитектура се отличава от френския стил. През 1204 г. кралят на Франция Филип II претендира за Нормандия за Франция и през 1259 година крал Хенри III е принуден да признае френския суверенитет, въпреки че през следващите векове той често е оспорван.
Ранната готика в Нормандия има няколко отличителни черти. Една от тях е нормандската малка апсида или параклис, прикрепен към хора в източния край на църквата, който обикновено има полукупол. Сред най-известните готически религиозни постройки на Нормандия следва да се споменат:
- Църква „Св. Стефан от Кан“ (на фр. église Saint-Étienne de Caen) в Кан, основана от Уилям Завоевателя;
- Абатство „Сент Трините дьо Лесе“ (на фр. Abbaye Sainte-Trinité de Lessay) в Лесе, Нормандия от 1098 г. – бенедиктинско абатство, основано през 1056 г. и утвърдено от Уилям Завоевателя. Хорът е възстановен с ребрени сводове, започвайки през 1098 г., приблизително по същото време като Катедралата в Дърам и Базиликата „Сен Дени“, което го прави сред най-ранните готически сводове в Европа. Църквата е разрушена от отстъпващите германци през 1944 г. а по-късно е напълно възстановена в оригиналния ѝ стил.;
- Катедрала „Св. Петър“ в Лизьо (на фр. Cathédrale Saint-Pierre de Lisieux), започната през 1170 г., е една от първите нормански катедрали, построени с готически елементи.[5]
- Катедралата „Нотър Дам дьо Байо“ (на фр. Cathédrale Notre-Dame de Bayeux) в Байо (1060 – 1070). Романският катедрален кораб и хор са преустроени в готически стил.
- Катедралата „Нотър Дам от Кутанс“ (на фр. Cathédrale Notre-Dame de Coutances) в Кутанс е преработена в готически стил, започвайки около 1220 г. Най-оригиналната ѝ характеристика е осмоъгълният свод на пресичането с трансепта, опиращ се на висящи сводове, украсен с декоративни ребра и заобиколен от 16 параклиса и 16 ланцетни прозореца.[5]
- Катедрала „Нотър Дам дьо Руан“ (на фр. Cathédrale Notre-Dame de Rouen) в Руан, започната 1185 г. Архиепископът на Руан Готие дьо Кутанс започва да реконструира романския интериор на новопостроената катедрала в Руан: корабът запазва ранния готически вид на четири нива, но трибуните умишлено са оставени недовършени, а по-новият хор обединява четирите нива в три. Амбулаторият е заобиколен от три параклиса. Той запазва някои други нормандски характеристики като кулата, дълбоко оформената украса и високо заострените аркади. [5]
- Катедрала „Нотър Дам д'Еврьо“ (на фр. Cathédrale Notre-Dame d'Évreux) в Еврьо, започната в края на 13 век, е изпълнена със светлина чрез сливането на трифория и високите прозорци. Това е забележителен пример за стила на нормандската лъчиста готика.[5]
- Абатство „Мон Сен Мишел“ (на фр. Le Mont-Saint-Michel) е построено първоначално с предромански сводове през 10 век, а след това като романска църква (1060 – 1080). Готическите сводове в кораба са от 1135 г. Готическата структура (Le Marvel), жилищната площ за монасите датира от 1203 – 1228 г. Готическата кула замества оригиналната романска кула през 1311 г. Абатството е широко преустроено през 17 век, като е унищожена голяма част от готическия му вид, а след това, през 19 век, се прави опит да се върне готическият му облик.[5]

- Западна фасада на Катедралата в Кутанс
- Двойна аркада на хора в Кутанс
- Хорът и кулата над средокръстието в Кутанс
- Западна фасада на Руанската катедрала
- Хорът на Катедралата в Байо
- Кулата над средокръстието на катедралата в Байо през нощта

Френските катедрали, както и тези в Германия и Белгия, често са много високи както вътре, така и погледнати отвън. Трансептите са къси. На западните фасади във Франция почти винаги имат три врати, розетен прозорец и две кули. Често фасадите са с врати на трансептите както и предната западна част.

### Други френски региони

#### Анжуйска готика
Анжуйският готически стил (или Плантагенетска готика) в провинция Анжу включва сводове с елегантни декоративни ребра, както и много богато украсени колони. Стилът се вижда в интериора на Катедралата „Сен Морис д'Анже“ (на фр. Cathédrale Saint-Maurice d'Angers) в Анже (1032 – 1523), въпреки че много от готическите елементи на фасадата са заменени с ренесансови елементи и кули. Много добър пример за анжуйска готика се намира в средновековната болница „Сен Жан“ в Анже, в която понастоящем се помещава музей на съвременните гоблени.

##### Менска готика
Катедралата „Св. Петър“ (на фр. Cathédrale Saint-Pierre de Poitiers) в Поатие също има отличителен регионален готически стил. Започната е през 1162 г. при английския крал Хенри II и Елеонора Аквитанска. Нейните отличителни черти, като тези на анжуйската готика, включват изпъкнали сводове с ребра в декоративен дизайн.

#### Бургундска готика
Бургундия също има своя собствена версия на готика, показана в катедралата „Свети Кирик и света Юлита“ в Невер (на фр. Cathédrale Saint-Cyr-et-Sainte-Julitte de Nevers) от 1211 – 1331 г., Дижонската катедрала „Сент Бенин“ (на фр. Cathédrale Saint-Bénigne de Dijon) от 1280 – 1325 г., Катедралата „Св. Стефан от Шалон“ (на фр. Cathédrale Saint-Étienne de Châlons) в Шалон ан Шампан от 1220 – 1522 г. и Катедралата „Св. Стефан“ в Оксер (Cathédrale Saint-Étienne d'Auxerre) от 13 – 14 век. Бургундската готика има тенденция да бъде по-трезва и монументална от по-богато украсения северен стил и често включва елементи от по-ранни романски църкви на същото място, като романската крипта под готическия хор в Катедралата в Оксер. Други бургундски характеристики включват цветните керемидени покриви в геометрични шарки: Катедралата в Ланже (на фр. Cathédrale de Langeais).

### Градска архитектура
През 15 век, след периода на късната готика, някои елементи от готическата украса, заимствани от катедралите, започват да се появяват в градската архитектура, особено в района на Фландрия в Северна Франция и в Париж. Кметството в Компиен има внушителна готическа камбанария, включваща шпил, заобиколен от по-малки кули, а прозорците му са украсени с богати украси или орнаментални арки. По същия начин бляскави кметства са открити в Арас, Дуе и Сен Кантен в Ено и отвъд границата – в Белгия: в Брюксел и Брюж. За съжаление много от най-добрите сгради са разрушени по време на Първата световна война поради близостта им до фронтовата линия.
- Кулата в Дуе
- Дворец на Жак Кьор в Бурж (1440 – 1450)
- Музей „Клюни“ в Париж (1334 – 1510)
- Пламтяща готика, таван на кулата на херцог Жан Безстрашни в Париж (1409 – 1411)
- Кметството в Компиен (15 век)
- Дворецът в Сен Кантен (1509)

## Готическа архитектура в Англия

### Ранноанглийска готика (кр. на 12 век – сред. на 13 век)

#### Катедрала в Кентърбъри
Една от първите големи сгради в Англия, използващи новия стил, е Кентърбърийската катедрала. Пожар унищожава предимно романския хор през септември 1174 г. и водещи архитекти от Англия и Франция са поканени да предложат планове за реконструкцията му. Победителят в това състезание е френският майстор строител Гийом от Санс, участвал в изграждането на Катедралата в Санс – първата завършена готическа катедрала във Франция.
Монасите, които управляват катедралата, налагат много ограничения на Гийом от Санс. Не му е позволено да замени изцяло норманската църква и трябва да постави новата си структура върху старата крипта и в оцелелите външни нормански стени. Въпреки това той постига поразително оригинална структура, показваща елементи, вдъхновени от катедралата „Нотър Дам дьо Пари“ и Катедралата в Лаон. Следвайки френския модел, той използва шест частични ребрени сводове, заострени арки, поддържащи колони с издълбана декорация от листа, заострени арки и полукръгъл амбулаторий. Други елементи обаче са чисто английски, като например използването на тъмен пърбекски мрамор за създаване на декоративни контрасти с бледия камък, донесен от Нормандия. 
- Интериор на Катедралата в Кентърбъри (1174 – 1184)
- Витражи на параклиса „Света Троица“, Кентърбърийска катедрала

#### Солсбърийска катедрала
Катедралата „Света Мария“ в Солсбъри (1220 – 1260) е друг пример за зрялата ранна английска готика. Тя е най-известна със своята прочута кула, добавена през 14 век, но сложният ѝ план с два трансепта, изпъкнала северна веранда и правоъгълен източен край е класически пример за ранната английска готика. Това е отличителен контраст с френската Катедрала в Амиен, започната същата година, със своята проста апсида на изток и с минималните си трансепти. Корабът има силни хоризонтални линии, създадени от контраста на колоните от тъмния пърбекски мрамор. Параклисът на Богородица в Солсбъри има изключително тънки стълбове от пърбекски мрамор, поддържащи сводовете. Това показва разнообразието и хармонията на зрялата английска ранна готика, навлизаща в периода на декорираната готика. 
- Двойките трансепти на катедралата в Солсбъри
- Нефът на катедралата с тъмните колони от пърбекски мрамор
- Хорът на катедралата

#### Катедрала в Линкълн
Линкълнската катедрала на Дева Мария (възстановена от нормандски стил, започната през 1192 г.) е най-добрият пример за напълно зрял ранен готически стил. Майсторът-строител Жофре дьо Нойе е французин, но той построява църква с ясно изразени нефренски черти: двойни трансепти, удължен кораб, сложност на вътрешното пространство и по-пищно използване на декоративни елементи.  Хорът на „Сейнт Хю“, кръстен на монах, роден във Франция, е добър пример за това. Хорът е покрит с ребра, като повечето от тях имат чисто декоративна роля. В допълнение към функционалните ребра той включва допълнителни ребра, наречени „tiercerons“, които не водят към централната точка на свода, а до точка по билото на реброто на короната на свода. Те са събрани в пищни дизайни, което дава на тавана прозвището The Crazy vault (Лудият свод).
Друг отличителен английски елемент, въведен в Линкълн, е използването на сляпата аркада (известна още като „празна аркада“) в декорацията на параклиса на Хю. Два слоя аркади със заострени арки са прикрепени към стените, придавайки театрален ефект от три измерения. Този елемент е подобрен чрез използването на камък с различен цвят за тънките колони; ребра от бял варовик за долните колони и черен пърбекски мрамор за горните части. 
Трета важна характеристика на Линкълн е дебелата или двойната стена. Това е англо-романска черта, по-рано използвана в романските структури на Кан, както и в катедралите в Дърам и в Уинчестър. Вместо да се поддържат само от аркбутани, сводовете получават допълнителна опора от по-дебелите стени на галерията над корабите. Това позволява значително по-широк обхват на кораба и също така означава, че сводовете могат да имат допълнителни чисто декоративни ребра, както в „Лудия свод“. 
- Катедралата в Линкълн (възстановена в нач. на 1192 г.)
- Широкият кораб на катедралата в Линкълн
- The Crazy vault (Лудият свод)
- Слепи аркади от хора на Сейнт Хю в Катедралата в Линкълн

### Геометрически-криволинейна готика (средата на 13 – средата на 14 век)
В Англия вторият период на готическите катедрали често се нарича Декоративна готика, тъй като декорацията отвътре и отвън става по-сложна, размива линиите и засенчва архитектурата. Той продължи от средата на тринадесети до средата на 14 век.
Историците на изкуството понякога разделят този стил на два периода въз основа на преобладаващите мотиви на дизайна. Първият, геометричният стил, продължава от около 1245 или 1450 до 1315 или 1360 г., където орнаментът се основава на прави линии, кубчета и кръгове, последван от криволинейния стил (от около 1290 или 1315 г. до 1350 или 1360 г.), който използва грациозно извити линии. 

#### Йоркска катедрала
Катедралата в Йорк е реконструирана в началото на 1220 г. върху основите на стара норманска катедрала с намерението да съперничи на Кентърбърийската катедрала, която е в процес на изграждане. Новият кораб, в перпендикулярен стил, е започнат едва през 1280 г., а богато украсените сводове не са завършени до 1360 г.
- Корабът в перпендикулярен стил (1280 – 1360)
- Южният трансепт и розетата на Катедралата в Йорк
- Големият западен прозорец на Катедралата в Йорк

#### Ексетърска катедрала
Ексетърска катедрала (1112 – 1400) е построена в нормандски стил през 1133 г., след което е възстановена в декоративен стил, започната през 1258 г. Тя е построена с местен камък, включително пърбекски мрамор. Завършена през 1400 г., за нея се твърди, че има най-дългия непрекъснат сводест таван от всяка друга готическа катедрала.
- Централната фасада на Ексетърската катедрала в декоративен готически стил
- Едната от страничните кули, останали от норманската постройка
- Интериор на главния кораб
- Астрономическият часовник

### Перпендикулярна готика (средата на 14 век – 16 век).
Перпендикулярният готически стил в Англия, в края на 13 – 16 век приблизително съвпада със стила „пламтяща готика“ във Франция. Той показва богати визуални ефекти чрез декорация и дава предимство на вертикалните линии, особено в ажурната украса. Прозорците заемат по-голямата част от пространството на стената. Архитектите също експериментират с различни видове декоративни сводове като ветрилообразни, където повечето тънки ребра, издигащи се нагоре от тънки колони, са чисто декоративни.

#### Катедрала в Глостър
Катедралата в Глостър (1089 – 1499) съдържа елементи от всеки период на готическата архитектура, както и дори по-ранни следи от норманската архитектура. Криптата е норманска, корабът е ранна английска готика, а южният трансепт е декоративна готика. Южната веранда използва перпендикулярния ветрилообразен свод, докато манастирите на север от кораба имат, най-старите оцелели ветрилообразни сводове в Англия, датиращи от 1351 – 1379 г.
- Катедралата в Глостър (1089 – 1499)
- Катедралата в Глостър: свод и висок олтар (1089 – 1499)
- Ветрилообразни сводове

#### Параклис на Хенри VII в Уестминстърското абатство
Параклисът е построен от крал Хенри VII от Англия в перпендикулярен стил. Уестминстърското абатство има уникален статут в Англия; по-рано е било манастир, а след това, за да не бъде премахнат, когато крал Хенри VIII разпуска манастирите, то е обявено за катедрала в продължение на 10 г. Сега това е църква, специално предназначена за използване от краля или кралицата.
- Параклис на Хенри VII в Уестминстърското абатство
- Таван на параклиса на Хенри VII с висящи сводове
- Посмъртен бюст на Хенри VII до гробницата му в параклиса на Хенри VII в Уестминстърското абатство от италианския скулптор Пиетро Ториджани (1509)

### Планове на готически катедрали в Англия
- План на Катедралната църква на Светата и неделима Троица от Ели.
- План на Линкълнската катедрала.
- План на Дърамската катедрала
- Кентърбърийска катедрала, план

## Готиката в Свещената римска империя
Германската готика се развива под влияние на готиката на Франция, но има регионални особености. Недовършените романски постройки се дострояват в новия стил или им се добавят само готически детайли и елементи, без да се изменя конструктивната база на съоръжението. Възникват редица храмове от романо-готически, преходен стил, без да са лишени от изразителност, монументалност и достатъчно различни от готическите сгради във Франция, Испания, Британия. Сред значимите от този период са:
- Катедрала „Св. св. Петър и Георги“, Бамберг, Бавария
- Катедралата във Вюрцбург, план
- Църквата „Св. Михаил“, Бамберг
- Църквата „Св. Андрей“, Хилдесхайм
- Бамберг, катедралата. План (отсътства западен вход, входът е от страничната фасада
- Улмска катедрала

Постепенно германската готика придобива сила и индивидуалност, която се проявява както чрез заимствани френски образци, така и чрез оригинални местни такива. Сред първите храмове, имащи готически черти, е църква „Дева Мария“ в град Трир от нач. на 1230 г.. Тя е центрична по план, в основата на който е положен равностранен кръст. Издължена е само олтарната част. Украсата ѝ са две кули във всеки от ъглите на кръста. Подобно разположение на кулите не познава даже класическата за готиката страна – Франция. Изобретението на неизвестния немски майстора става шедьовър.
Други ранни творения на немската имперска готика са църквата „Св. Екатерина“ в Марбург (започната през 1235 г.) и Магдебургска катедрала (започната през 1209 г.).
Готическите сгради в Германия имат свои собствени характеристики: архитектите не развиват и не украсяват западната фасада, както е във Франция, често нямат две кули, а една висока или четири, входът към катедралата е от страничната фасада и самата архитектура запазва строг геометричен, почти укрепен характер.
По време на ранната френска готика (Gothique primitif) само един голям строеж в този стил е започнат в Германия. Това е готическото преобразуване на Катедралата в Лимбург около 1180 г. В няколко късноромански църкви обаче са запазени традиционните общи пропорции и кръглите сводести портали и прозорци, но за таваните е възприета статично изгодната иновация на заострения оребрен свод.
Най-яркият пример е Катедралата във Вормс, чийто първи заострен кръстообразен свод, източен хор и трансепт са построени около 1140 г. едновременно с първоначалните френски готически структури като амбулаторият на Базиликата „Сен Дени“.
Във Вестфалия, в „Мариенкирхе“ в Липщат и в манастира „Мариенфелд“, първите куполни сводове са построени около 1200 г. по модел на анжуйския готически стил в Западна Франция, но все още с романски външни стени.
Първата голяма сграда, която започната в готически стил – Магдебургската катедрала (от 1207/1209/1215 г.) попада във времето и стила на френската класическа готика, която не трябва да се разбира погрешно като „висока готика“ и има характеристики в най-старите си части на първите две фази на френски стил, тъй като амбулаторият има напречно сечение на галерия-базилика и прозорци с остри арки. За разлика от повечето готически базилики Магдебургската катедрала няма контрафорси както някои съседни сгради на изток. Всичките аспекти на ранната френска готика се срещат в десетоъгълника (10-странният купол) на църквата „Св. Гереон“ в Кьолн, въпреки античната римска субструктура.
Ранните готически цистерциански църкви без ажурни прозорци често се оценяват погрешно като „романски“ поради техният подчертано прост и по този начин крехък дизайн. Ранноготическата църква на Абатство Ридагсхаузен е построена от 1215 до 1240 г.
Не на последно място е централната сграда на Либфрауенкирхе в Трир (от около 1230 г.) и залата на църквата „Елизабеткирхе“ в Марбург (от 1235 г.), които често се разглеждат като първите чисто готически църковни сгради на днешната германска територия. Църквата на цистерцианския манастир Хайнае също е зална църква и вероятно предхожда църквата в Марбург. И трите нямат трифорий, чиято липса на прозорци или огради се използват във Франция за разграничаване между класическата готика и „лъчистата готика“.
Скоро след 1221 г. Бранденбургската катедрала получава крипта и готическа зала. Те са запазени, а свързаният с тях висок хор е заменен с късноготически в средата на 15 век. 
- Църква на Дева Мария в Трир (1230 г.)
- Западна фасада на катедралата в Алтенберг (1259)
- Регенсбургска катедрала „Св. Петър“: единствената катедрала по френска схема в Бавария (1273)
- Нюрнбергската „Фрауенкирхе“ (1350)
- Църква „Св. Елизабет“ в Марбург (1235)

### Кьолнска катедрала
Изключение е Кьолнската катедрала, която прилича на френските модели.
Строителството ѝ започва през 1248 г. като място за поклонение, чиято атракция е реликварият на библейските трима влъхви. По-ранна катедрала на същото място от 1176 г. е разрушена от пожар през 1248 г. Проектът е на архитекта Герхард фон Риле (или майстор Герхард). В по-младите си години, още като чирак, той пътува до градовете на Франция, където вижда със собствените си очи създаването на великолепни катедрали в градовете Бове, Амиен и др. С подходящата си квалификация той участва в строителство и натрупан опит. Завръща се в Кьолн, където получава заповед да създаде безпрецедентна градска катедрала, където трябва да се съхраняват мощите на тримата влъхви („тримата крале“). Смята се, че архитектът работи две години, за да създаде план за катедрала с безпрецедентни размери и височина.
Има пет кораба, седем параклиса (според броя на тримата царе и четиримата евангелисти). Архитектът също изработва основите на катедралата много внимателно, като икономично използва останките от романския храм и блокове от древноримски структури. Приживе Герхард фон Риле има време да види готовите параклиси, хора и сградата на катедралата без кулите. Умира, когато е на повече от 60 г. (не е установена точната му дата на раждане). Хорът е завършен през 1320 г., а катедралата е осветена през 1322 г. Работата продължава до 1560 г., но след това строителството спира.
Катедралата стои недовършена до 1842 г., когато работата започва отново. Протестантска Прусия се ангажира с нейното завършване, което финансира проекта в знак на национално обединение и инициира набирането на средства. Талантливият архитект и инженер Ернст Фридрих Цвирнер е привлечен за строителството. Цвирнер се ръководи от смелите дизайнерски решения на Герхард фон Риле, но използва и съвременни материали. Така той се отказва от използването на дърво при изграждането на покривните конструкции и го заменя с желязо, което предизвика порой от обвинения. Убеждението на Цвирнер се налага неочаквано. Дървеният покрив на катедралата във Франкфурт изгаря – критиците замълчават. Талантливият Цвирнер получава правото да завърши строежа на катедралата без значителни пречки през 1880 г. или след повече от 600 години.
Кьолнската катедрала е дълга 144,5 м и широка 86,5 м, а двете ѝ кули достигат 157 м височина.
- Кьолнска катедрала
- Нефът погледнат то изток.
- Подпори и кули

### Страсбургска катедрала
Катедралата „Нотър Дам от Страсбург“ (1176 – 1459) в Елзас, тогава отделена от Франция, е част от Свещената Римска империя. Строежът започва след пожар, разрушил по-ранната романска катедрала. Възстановяването започва в оригиналния романски стил, но когато строителите виждат новия френски стил в Шартър, те променят плановете си и започват наново. Първо е завършен южният трансепт, а след това корабът, завършен през 1275 г. Те са построени върху оригиналните романски основи, което обяснява необичайно широкото разстояние на стълбовете на големите аркади. Фасадата е започната през 1277 г., използвайки червеникавия пясъчник на планината Вогези. Към северната кула е добавен шпил, завършен през 1439 г. Със своите 142 метра това е най-високият все още съществуващ средновековен шпил. 
- Западна фасада на Страсбургската катедрала (1176 – 1459)
- Детайл от западната фасада на Страсбургската катедрала
- Нефът на Страсбургската катедрала
- Императорските прозорци (1210 – 1270)

### Пражка катедрала
Пражката катедрала или Катедрала „Свети Вит“ първоначално е започната във френски стил през 1344 г. от френския майстор строител Матийо д'Арас. След смъртта му през 1353 г. кралят на Бохемия Карл IV избира 23-годишния бохемски строител Петер Парлер за да продължи работата. Южната кула и кулата следват модела на катедралите в Рейнланд. Голямата оригиналност е в интериора, където Парлер използва въображението си в по-декоративни сводове във формите на ветрило, с ребра, издигащи се в пространството, и с декорации, висящи от тавана.

## Готикатата в Италия
Изкуството заема особено място в съзнанието и дейността на малките херцогства на Италия. Не само сакралната архитектура, но и създаването на бронзови монументи, обществено значими светски съоръжения, фрески и икони привличат вниманието както на обикновените граждани и търговци, така и на правителствените чиновници или аристократите, които търсят политическа поддръжка и популярност.
Италия се съпротивлява на готическия стил, използвайки романския стил по-дълго отколкото в Северна Европа и за разлика от Северна Европа тя рядко имитира френския стил. Също така наличните строителни материали за строителство са различни. Италианските катедрали обикновено са строени от тухли, а не от камък и мрамор, който не е в изобилие. Италианските архитекти наистина адаптират някои аспекти на северния стил, включително ребрата и колоните, прикрепени към стените. Ранни примери са баптистерият в Пиза (1259 – 1260) и фасадата на Сиенската катедрала (1265 – 1268). Някои строители модифицират някои аспекти на северната готика: Катедралата във Флоренция „Санта Мария дел Фиоре“ (1294 г.) използва много големи аркади, за да създаде по-голямо вътрешно пространство.
Забележителни примери за италианската лъчиста готика са фасадата на Катедралата в Орвието, фасадата на Катедралата в Сиена и камбанарията на Катедралата във Флоренция, започната от Джото през 1334 г.
Миланската катедрала е италианската катедрала, най-силно повлияна от Северна Европа. Нейният отличителен ярък екстериор, започнат през 1386 г., е завършен едва през 1805 г. за коронацията на Наполеон Бонапарт за крал на Италия. Тя е пример за пламтяща готика.
Италианските готически катедрали използват много цвят, както отвън, така и отвътре. Фасадите често са украсени с мрамор отвън. Вътрешността е цветна, като стените често са боядисани, а колоните и сводовете често са в ярки цветове. Има и мозайки със златни фонове и красива теракота с геометрични мотиви. Фасадите често имат открита веранда с кръгъл прозорец над нея. Често куполът е разположен в центъра на сградата. Камбанарията е отделена и не е прикрепена към сградата, защото в Италия има доста земетресения. Прозорците не са толкова големи както в Северна Европа и въпреки че стъклописите са често срещани, предпочитаната декорация на църквите са стенописите.

## Късна готическа архитектура

### Международна готика: епохата на принцовете (1380 – 1420)

#### История
Общите условия от 1380 – 1420 г. не изглеждат благоприятни за ново развитие на архитектурата. След глада и особено безмилостните епидемии от чума в средата на 14 век се установява демографска депресия. Към това се добавя и политическа нестабилност: ако победите на Шарл V оставят на англичаните само притежание на пет града в кралството, конфликтите от Стогодишната война се възобновяват с ожесточение, когато през 1392 г. синът му Шарл VI показва признаци на умопомрачение. Великите херцози на Франция започват се състезават за власт. От 1405 г. гражданска война между Арманяки и Бургунди е такава, че довежда до външна намеса и до Договора от Троа от 1420 г., с който дошлият в съзнание крал лишава от наследство сина си Шарл VII в полза на краля на Англия Хенри V.
В същото време папската криза, засягаща католицизма, довежда до Голямата западна схизма (1378 – 1417), разделяща католическото християнство на две противоречиви течения в продължение на 40 години, оставяйки вярващите без истински духовен водач. Две едновременни папски управления, едното в Рим, а другото в Авиньон, предизвикват дълбока криза на вярата и религиозната мисъл: въпреки избора си всеки титуляр е квалифициран като антипапа от своите противници.
В разгара на тези смутове братята на краля Жан дьо Бери, Луи I Валоа-Анжуйски и Филип Смели се държат като големи меценати: периодът е познат като „епохата на принцовете“. Те строят разкошни резиденции, където често забележителната декорация показва напредъка в интериора, вече заложен при Шарл V.
Най-мощните европейски дворове също се стремят да се удивляват един друг чрез своите конструктивни украси с единствената цел да утвърдят своята власт. Това налага нова естетика, определяща поколение художници, които са много млади. Мобилността на известните архитекти, чийто престиж надхвърля границите на Франция, позволява в замяна да се разпространяват художествените иновации на новото време, изтривайки за известно време националните особености, като по този начин създават международен стил.
Император Карл IV в Прага, братята на Шарл V, папите в Авиньон или дори херцог Джан Галеацо Висконти в Милано се намесват директно в художествената дейност, откъдето идва и терминът „международен стил“.
Елегантността определя бъдещите поръчки през 14 век. Светският модел започва да определя осите на еволюция на архитектурните форми, които стават зависими от спонсорите.
Стогодишната война и Големият папски разкол на Запад причиняват постепенното разпадане на единното религиозно и кралско покровителство, което властва по време на Средновековието, и което дотогава има тенденцията да запазва местните школи. Отсега нататък принцовете се насочват към услугите на все по-голям брой художници, архитекти и скулптори, носещи титлата valet de chambre в двореца на принца. Това само по себе си не предполага някаква особена функция, но показва, че творецът има статут и после получава пенсия, като остава свободен да отговаря на поръчки от други княжески дворове. Следователно тези творци също са придворни и възприемат съответния за двора дух и обичаи. Няма съмнение, че усъвършенстването на тогавашното изкуство се дължи на това.

#### Характеристики и образци
- Кула „Мобержон“ – част от Двореца на графовете на Поатие (1388 – 1416).
- Дворец на графовете на Поатие (1388 – 1416).
- Сент Шапел дьо Райом (1395 – 1403).
- Камината в Двореца на графовете на Поатие (1388 – 1416)

През 1380-те години с покровителството на херцог Жан дьо Бери – брат на Шарл V са украсени монументални сгради, които вече са построени в предходни етапи на готически изкуство, чийто архитект Ги дьо Дамартен е един от инициаторите и изпълнителите на украсите.
Кралският параклис „Сент Шапел дьо Райом“ в Райом е построен от 1394 до 1403 г. от Хюг Фуше – майстор-строител от Оверн за херцог Жан дьо Бери по проект на Ги дьо Дамартен и Пиер Юглар, и е последният останал елемент от херцогската пищна резиденция в Оверн, изобразена в Пребогатият часослов на херцог дьо Бери. В параклиса плетениците са вградени в прозорците и образуват криви и контракриви, като се наблюдава съчленение между витражите и каменните елементи на ажурната украса.
Херцог Жан дьо Бери, който получава като апанаж Графство Поатие, възстановява частта от двореца, разрушена от пожара през 1346 г. От една страна са издигнати замъкът и укрепленията, а от друга страна са възстановени частните апартаменти в новия готически стил от архитекта и скулптора Ги дьо Дамартен. Главната зала е украсена с великолепна тройна камина, стояща на няколко стъпала и приличаща на театрална завеса. Галерията над камината е предназначена за музикантите. Горната половина от стената е запълнена от композиция от пет части ажурни прозорци с декоративни украси. Като цяло каминната стена се състои от три самостоятелни части. Към предния слой се отнасят две спираловидни стълби, разположени на фона на крайните прозорци. Трите средни прозореца са разделени от високи пинакли и формират втория слой. Най-дълбокият слой на стената е съставен от ланцетни прозорци, между които се издигат димоотводите. Тези три димоотвода затъмняват централните три секции с три средни ажурни стъкла. Пластичният декор на каминната стена съдържа статуи на Шарл VI и кралица Изабела Баварска, поставени на централните пинакли, обрамчени съотвено със статуи на възложителя Жан II Добрия и неговата съпруга Жана Овернска. Тези реконструкции са извършени от 1388 до 1416 г. по време на примирията през Стогодишната война.
Окло 1400 г. Кулата „Мобержон“ (Tour Maubergeon) – старият донжон на Двореца на графовете на Поатие (Palais des comtes de Poitiers) е реконструирана от Херцога на Бери на три етажа с оребрени сводове, осветена от витражи и украсена на върха с 19 статуи, от които са останали 16. Тези на херцога и съпругата му Жана II Овернска са изчезнали, а са останали тези на техните васали в чиновнически дрехи. Останала незавършена, кулата няма горно ниво зъбери, покриващи статуите.
Най-активният меценат след херцог Жан дьо Бери е неговият племенник Луи Орлеански. Целта на Луи е да създаде не толкова отбранителни крепости, колкото комфортни резиденции, където да може да се настанява, когато посещава многочислените си владения. Така той спомага за трансформиране на фортификационната архитектура в дворцова. На мястото на крепостите остава модерен „ваканционния дворец“. Този преход е най-очевиден при замъка Ла Ферте Милон, чието строителство е прекратено със смъртта на херцога. Между двете централни полуцилиндрични кули на западната стена се открива огромен отвор за врати със стреловидна арка. Над него в декоративна рамка е изработен релеф, изобразяващ модната за границата между 14 и 15 век сцена „Възнесение на Богородица“. Използването на религиозна иконография над вратите на замъка е необичайно. Не е изключено възложителят да е имал намерение да превърне този замък в някакъв светски образ на Небесния Йерусалим.
Последният остатък от двореца на херцозите на Бургундия е Кулата на Жан Безстрашни (Tour de Jean sans Peur) в Париж. Тя е построена между 1409 и 1411 г. по искане на херцога на Бургундия след убийството на херцог Луи Орлеански – по-малкият брат на крал Шарл VI. Станал херцог след смъртта на баща си, Жан Безстрашни иска символично да отбележи приемането на властта, като построи този дворец. Тук се създава голямо спираловидно стълбище, вдъхновено от това, построено от Шарл V в Лувъра. Налага се художествена аналогия между носещата колона и ствола на едното дърво. Ребрата на свода се изобразяват като клони. Тази аналогия е ясно изразена чрез растителната украса на свода на стълбовете, но не е безцелна, защото има хералдичен смисъл. Всяко представено растение по този начин символизира член на Бургундското семейство: в центъра е стволът на дървото хмел се изкачва по него, като се присъединяват клони на глог, излизащи от стените. Така посланието е, че дъбът е херцог Филип Смели, глогът – съпругата му Маргарета III Фландърска, а хмелът е Жан Безстрашни – техният син.
- Стълб-„дърво“ от интериора на Кулата на Жан Безстрашни, Париж
- Параклис в Замъка Анже (1405 – 1413).
- Параклис в Замъка Анже (1405 – 1413).
- Порталът на „Света Троица“ в Шамполския чертог близо до Дижон (ок. 1400 г.): първи светски реалистични изображения

Под патронажа на Луи I Анжуйски – третият брат на Шарл V се забелязват същите тенденции при параклиса „Света Троица от Райом“ (), където се повтаря ажурът от Замъка Анже (на фр. Château d'Angers) в Анже. Истинска новост по онова време е реконструкцията на Замъка Сомюр (на фр. Château de Saumur) в Сомюр, наречен „Замък на любовта“, от крал Луи I Анжуйски.
Монументално строителство, белязващо цялата художествена продукция от онова време, включително скулптурата, се проявява ясно, когато Филип Смели през 1383 г. призовава ръководителя на проекта Клаус Слутер да построи чертога „Света Троица от Шампол“ (на фр. Chartreuse de la Sainte-Trinité de Champmol) до Дижон.

### Пламтяща готика (1420 – 1520)
Последната фаза на готиката се нарича „пламтяща готика“ и е кръстена на характерните си пламъкови мотиви. Появява се особено през 15 и нач. на 16 век във Франция и Испания. Крупните строителни работи са преустановени във връзка с разпространението на „черната смърт“ – страшна епидемия от чума, която обхваща Западна Европа в средата на 14 век. Готическата естетика се отличава с религиозна насоченост и повишена духовност. Епидемията от „черна смърт“ напротив носи хаос и в религиозния, и в социалния живот. Изплашените духовни пастири могат да предложат само молитви и покаяния за греховете. Сред градовете, най-много пострадали от епидемията, е папската столица Авиньон.
След отстъпването на болестта в Европа настъпва периодът на късната или пламтяща готика, съответстваща на маниеризма. Названието „пламтяща готика“ произхожда от приличащите на езици от пламък орнаменти и силното удължаване на фронтононите и върховете на арките. Тя довнася повече детайли към удължените пропорции, като увеличава декоративните детайли и ги украсява. Използват се характерни за стила полихромни фигури на светци.
Примери за пламтяща готика са:
- Катедралата „Нотър Дам от Руан“: западната ѝ фасада има плътна ярка декорация, както и пищна украса на части от дясната кула (15 век) и централната фенерна кула (13 – 16 век).
- Църквата „Сент Маклу“ в Руан (1500 – 1514). Недалеч от Катедралата в Руан, тя се счита за един от най-добрите примери за пламтящия стил във Франция.[62]
- Кулата на църквата „Сент Жак“ в близост до Лувъра в центъра на Париж, обявена за паметник на пламтящата готика. Тя е всичко, което е останало от бившата църква „Сент Жак“, разположена в центъра на стария централен пазар на продукти, построена от богатата гилдия на касапите.[63]

- Руанска катедрала: централна кула (13 – 16 век) и дясна кула (15 век)
- Детайл от западната фасада на Руанската катедрала (13 – 16 век)
- Църква „Сен Маклу“, Руан (1500 – 1514)
- Кула „Сен Жак“, Париж (16 век)

- Катедралата в Бургос (Испания): построена за първи път между 1221 и 1257 г. във френски стил „лъчиста готика“, с типичната си триетажна кота, сводове и ажури, и изобилие от богата скулптура, особено около порталите. Започвайки от средата на 15 век, тя до голяма степен е реконструирана и ремонтирана в стил „пламтяща готика“, с нов хор с купол-свод със звезди, средокръстна кула и нови портали и хорове. Новата работа е завършена едва през 1567 г. Бургоската работилница продължава да обучава испански скулптори и занаятчии.[64]

- Порталът на апостолите на Катедралата в Бургос (13 век)
- Кули и факада на Бургоската катедрала в стил „пламтяща готика“ (13 – 16 век)
- Звезда на купола на Бургоска катедрала (15 – 16 век)
- Златната пътека на северния трансепт на Бургоската катедрала (1519)

### Белгия
Вариации на пламтяща готика, повлияни от Франция, но със свои собствени характеристики, започват да се появяват в други части на Континентална Европа. Пламтящата готика има особено силно влияние в Белгия, която тогава е част от Испанска Нидерландия и също е част от католическата епархия с център Кьолн. Изключително високите кули са черта на брабантския късноготически стил. През 15 век белгийските архитекти създават забележителни примери на религиозна и светска пламтяща готическа архитектура, един от които е кулата на катедралата „Свети Румболд“ в Мехелен (1452 – 1520), построена както като камбанария, така и като наблюдателна кула за отбраната на града. Кулата е висока 167 м и е проектирано да има друга кула с височина 77 м, от които само 7 м са съществени. Други забележителни за стила катедрали включват Катедралата в Антверпен с кула с височина 123 м и необичаен купол върху пандантиви, който е украсен с декоративни ребра, Катедралата „Свети Архангел Михаил и Света Гудила“ в Брюксел (1485 – 1519) и Катедралата „Свети Пол“ в Лиеж.
- Кула на Св. Румболд в Мехелен (1452 – 1520)
- Кула на Антверпенската катедрала (1521)
- Катедрала „Св.Михаил и Св. Гудила“ в Брюксел (1485 – 1519)

Кметствата на Белгия, много от които са построени от проспериращи търговци на текстил във Фландрия, са още по-ярки. Те са сред последните велики явления на готическия стил, докато Ренесансът постепенно настъпва в Северна Европа. Те са предназначени да покажат богатството и великолепието на техните градове. Основните примери включват кметството на Льовен (1448 – 1469) с неговите множество почти фантастични кули.  и кметствата на Брюксел (1401 – 1455), Гент (1519 – 1539) и Монс (1458 – 1477). 
- Льовенското кметство (1448 – 1469)
- Детайл от фасадата на Льовенското кметство
- Кметството в Брюксел (1401 – 1455)
- Кметството на Ауденарде

### Мануелин и Исабелино
На Пиренеите промяната в готическата архитектура дава началото на стиловете Мануелин (в Португалия) и Исабелино (в Кастилия), които са по-пищни и екстравагантни.
- Пример за мануелин: украса от корабни въжета
- Манастир „Жеронимуш“, Лисабон
- Детайл от Южния портал на Манастир „Жеронимуш“
- Белемеската кула

## Западни фасади
Църквите традиционно са обърнати с олтара на изток, а западният фронт или фасадата се счита за най-важният вход. Готическите фасади са адаптирани по модела на романските фасади.  Фасадите обикновено имат три портала или врати, водещи към наоса. Над всяка врата има тимпан – произведения на скулптурата, изпълнено с фигури. Скулптурата на централния тимпан е посветена на Страшния съд, отляво – на Богородица, а отдясно – на светиите, почитани в тази конкретна катедрала. В ранната готика колоните на вратите са под формата на статуи на светци, което ги прави буквално „стълбове на църквата“.
В ранната готика фасадите се характеризират с височина, елегантност, хармония, единство и баланс на пропорциите. Те следват учението, изразено от Свети Тома Аквински, че красотата е „хармония на контрастите“.  По модела на Базиликата в Сен Дени и по-късно на „Нотър Дам дьо Пари“ фасадата е оградена от две кули, пропорционални на останалата част от фасадата, които балансират хоризонталните и вертикалните елементи.
Ранните готически фасади често имат малък розетен прозорец, поставен над централния портал. В Англия розетният прозорец често се заменя с няколко ланцетни прозорци.
- Уелска катедрала (1176 – 1450): ранна английска готика.
- Амиенска катедрала (13 век).
- Катедралата на Солзбъри (1220 – 1258)
- Страсбургска катедрала (1275 – 1486)
- Брюкселска катедрала
- пламтяща готика: Базилика „Нотър Дам дьо л'Епин“ (1405 – 1527), л'Епин, Марн
- Катедралата в Орвието (1310–) с полихромни мозайки

## Скулптура

### Портали и тимпан
Скулптурата е важен елемент от готическата архитектура. Нейната цел е да представи историите на Библията по ярък и разбираем начин на по-голямата част от вярващите, които не могат да четат.  Иконографията на скулптурната украса на фасадата не е оставена на скулпторите. Едикт на Втория Никейски събор през 787 г. декларира: „Съставът на религиозни образи не трябва да се оставя на вдъхновението на творците; той произтича от принципите, въведени от Църквата и религиозната традиция. Само изкуството принадлежи на твореца; композицията принадлежи на отците.“ 
- Чудовища и дяволи изкушават християните: Южен портал на Катедралата в Шартър (13 век)
- Галерия от царе и светци на фасадата на Уелската катедрала (13 век)
- Амиенска катедрала: детайл от тимпана с Христос (13 век)
- Осветените портали на Амиенската катедрала, показващи оригиналните цветове
- Западен портал на Катедрала в Реймс: Благовещение с усмихнатия ангел отляво (13 век)

В ранните готически катедрали, следвайки романската традиция, скулптурата се появява на фасадата на западната страна в триъгълния тимпан над централния портал. Постепенно с развитието на стила, скулптурата става все по-забележима, превземайки колоните на портала и постепенно се изкачва над порталите, докато статуите в ниши покриват цялата фасада, както е при Уелската катедрала, до трансептите и, както е при Амиенската катедрала, дори във вътрешността на фасадата.
Някои от най-ранните примери се намират в Шартърската катедрала, където трите портала на западния фронт илюстрират трите епифании в Живота на Христос.  В Амиен тимпанът над централния портал изобразява Страшния съд, десният портал показва коронацията на Дева Мария, а левият портал – живота на светци, които са важни за епархията. Това поставя модел на сложна иконография, следвана и в други църкви.
Колоните под тимпана са под формата на статуи на светци, които буквално ги представят като „стълбовете на църквата“. Всеки светец има свой собствен символ в краката си, така че зрителите да могат да ги разпознаят: крилатият лъв означава Свети Марк, орелът с четири крила означава Свети Апостол Йоан, а крилатият бик символизира Свети евангелист Лука. Флоралната и растителната украса също е много разпространена, представляваща Райската градина; гроздето представлява виното на евхаристията.
Тимпанът над централния портал на западната фасада на Нотър Дам дьо Пари илюстрира ярко Страшния съд, като фигури на грешници са отведени в Ада, а добрите християни са взети в Рая. Скулптурата на десния портал показва коронацията на Дева Мария, а левият портал показва живота на светци, които са важни за парижаните, по-специално Света Ана – майката на Дева Мария.
За да стане посланието още по-забележимо, скулптурата на тимпана е боядисана в ярки цветове. следвайки система от цветове, кодифицирана през 12 век; жълтото, наречено „злато“, символизира интелигентността, величието и добродетелта; бялото, наречено „аржент“, символизира чистотата, мъдростта и коректността; чернота, или самур, означава тъга, но и воля; зеленото представлява надежда, свобода и радост; червеното означава благотворителност или победа; синьото или лазурното символизира небето, вярността и постоянството; виолетовото или пурпурното е цветът на кралската власт и суверенитет. 

### Гротески и лабиринти
Освен светци и апостоли екстериорите на готическите катедрали също са украсени със скулптури от различни приказни и плашещи гротески или чудовища. Те включват Химера – митично хибридно същество с тяло на лъв и глава на коза, и стрикс или стридж – създание, наподобяващо сова или прилеп, за което се казва, че яде човешка плът. Стриксът се появява в класическата римска литература: той е описан от римския поет Овидий, който е масово четен през Средновековието, като едроглава птица с прикрити очи, граблив клюн и сивкаво-бели крила. Те са част от визуалното послание за неграмотните поклонници, символи на злото и опасността, които заплашват онези, които не следват учението на църквата. 
Но водоливниците, добавени към Катедралата „Нотър Дам дьо Пари“ около 1240 г., имат по-практично предназначение. Те са дъждовните чучури на църквата, предназначени да отведат потока вода, който се излива от покрива след дъжд, и да го насочи навън, колкото е възможно по-далеч от подпорите, стените и прозорците, така че да не разруши свързването на хоросана с камъка. За да се произведат много тънки потоци, а не поток от вода, са използвани голям брой водоливници, така че те също са проектирани да бъдат декоративен архитектурен елемент. Дъждовната вода тече от покрива в оловни улуци, след това по каналите на летящите подпори, след това по канал, изрязан в задната част на водоливника и от устието далеч от църквата.
Много от статуите в Нотър Дам, особено гротеските, са премахнати от фасадата през 17 и 18 век или са унищожени по време на Френската революция. Те са заменени с фигури в готически стил, проектирани от Йожен Еманюел Виоле льо Дюк по време на реставрацията през 19 век. Подобни фигури се появяват и в другите големи готически църкви във Франция и Англия.
Друга обща черта на готическите катедрали във Франция е лабиринтът на пода на кораба близо до хора, който символизира трудното и често сложно пътуване на християнската душа, преди да достигне Рая. Повечето лабиринти са премахнати до 18 век, но някои, като този в Амиенската катедрала, са реконструирани, а лабиринтът в Шартърската катедрала все още съществува по същество в първоначалния си вид.
- водоливник от Амиенската катедрала (13 век)
- Водоливник на Нотър Дам дьо Пари (19 век)
- Лабиринтът в Шартърската катедрала (13 век)
- Лабиринтът от Амиенската катедрала

## Стъклописи
Увеличаването на количеството светлина в интериора е основна цел на основателите на готическия стил. Абат Сугерий описва новия вид архитектура, която създава в източния край на Сен Дени: „кръгъл пръстен от параклиси, по силата на който цялата църква ще блести с прекрасната и непрекъсната светлина на повечето светещи прозорци, проникващи в интериорна красота."
Религиозните учения през Средновековието, особено писанията на Псевдо-Дионисий Ареопагит – мистик от 6 век, чиято книга De Coelesti Hierarchia е популярна сред монасите във Франция, учат, че цялата светлина е божествена. Когато абат Сугерий разпорежда реконструкцията на хора на църквата на своето абатство в Сен Дени, той кара строителите да създадат седемдесет прозореца, които допускат възможно най-много светлина, като средство, чрез което вярващите могат да бъдат издигнати от материалния към нематериалния свят. 
Разположението на прозорците също се определя от религиозната доктрина. Прозорците от северната страна, често на сянка, имат рисунки, изобразяващи Стария завет. Източните прозорци, съответстващи на посоката на изгрева, имат изображения на Христос и сцени от Новия Завет.
В периода на Ранната готика стъклото е особено дебело и е силно оцветено с метални оксиди: кобалт за синьо, мед за рубиненочервено, желязо за зелено и антимон за жълто. Процесът на изработка на прозорците е описан подробно от монах от 12 век, известен като презвитер Теофил. Стъклото от всеки цвят е разтопено с оксида, издухано, оформено на малки листове, напукано с горещо желязо на малки парченца и сглобено на голяма маса. Детайлите са боядисани върху стъклото в стъклен емайл, след това са изпечени в пещ за стопяване на емайла върху стъклото. Парчетата са поставени в рамка от тънки оловни ленти и след това поставени в по-здрава рамка или железни арматури между панелите. Готовият прозорец е поставен в каменния отвор. Тънки вертикални и хоризонтални пръти от желязо, наречени „вергети“ или „барлотиери“, са поставени вътре в прозореца, за да подсилят стъклото срещу вятъра. 
Използването на железни пръти между стъклените панели и рамката от каменни подложки или ребра прави възможно създаването на много по-големи прозорци, като трите розетни прозорци в Шартърската катедрала (1203 – 1240), всеки е с диаметър повече от 12 м.  По-големи прозорци се появяват и в Йоркската катедрала (1140 – 1160 г.) и в Кентърбърийската катедрала (1178 – 1200 г.).
Стъклописите са изключително сложни и скъпи за създаване. Крал Луи IX плаща за розетните прозорци в трансепта на Нотър Дам дьо Пари, но други прозорци се финансират от вноските на гилдиите на града. Тези прозорци обикновено имат панел, който илюстрира работата на гилдията, която го е финансирала, като търговци, каменоделци или бъчвари. 
- Абатство „Сен Дени“: абат Сугерий в краката на Дева Мария (12 век)
- Детайл от прозореца на Апокалипсиса: катедрала Бурж, нач. на 13 век
- Томас Бекет в Катедралата в Кентърбъри (13 век)
- Прозорец на Сент Шапел дьо Пари (13 век), сега в Музей „Клюни“

### Розета
Розетните прозорци са забележителна черта на много готически църкви и катедрали. Розата е символ на Богородица и те са особено използвани в църкви, посветени на нея, включително Нотър Дам дьо Пари. Почти всички големи готически катедрали ги имат на западната фасада, а много от тях като Нотър Дам дьо Пари, Амиен, Шартър, катедралата в Страсбург и Уестминстърското абатство, също имат и на трансептите. Дизайнът става все по-сложен и се свързва с два периода; на лъчистата и пламтящата готика. Два от най-известните розетни прозорци в стил „лъчиста готика“ са построени в трансептите на Нотър Дам дьо Пари през 13 век.
- Нотър Дам от Лан, западен прозорец (13 век)
- Южен прозорец на Нотър Дам дьо Пари (13 век)
- Южна розета от Шартърска катедрала (13 век)
- Западна розета на Реймската катедрала (13 век)
- Голямата розета на Страсбургската катедрала (14 век)
- Розета в Катедралата в Орвието (14 век)

## Стил „Луи XII“: преход между пламтящата готика и Ранния френски ренесанс, 1495 – 1530 г.
Стилът „Луи XII“ е резултат от италианските войни на Шарл VIII и Луи XII, поставяйки Франция в пряк контакт с италианския художествен Ренесанс: като цяло структурата остава френска, а само декорът се променя и става италиански.
От 1495 г. в Амбоаз е създадена колония от италиански художници, която работи в сътрудничество с френски майстори зидари. Тази дата обикновено се счита за отправна точка на това ново художествено движение.
Стилът на Луи XII (1495 до 1525/1530 г.) е преходен стил, много кратък пасаж между две ослепителни епохи, готическия период и Ренесанса. Той обхваща времето, когато декоративното изкуство, започнало с островърхата арка и готически натурализъм, преминава към полукръглата арка и към гъвкави и заоблени форми, смесени със стилизирани антични мотиви, характерни за Ранния френски Ренесанс: все още има много готика в замъка в Блоа, но вече я няма в гробницата на Луи XII в Сен Дени.
В историята на изкуството никога няма внезапен преход от един стил в друг. Именно с последователни етапи и чрез деформация на стария стил се ражда и формира нов стил. Точно тези деформации впоследствие се превръщат в ембрион на новия стил. Така в декоративните творби от края на периода на Шарл VIII се наблюдава подчертана тенденция за отделяне от заострената арка, за да се приближи до полукръглата арка.